# رود بهمدی
رودخانه بهمدی واقع در بخش مرکزی شهرستان بندر جاسک استان هرمزگان، یکی رودخانه از نقاط دیدنی استان هرمزگان در جنوب ایران است.
«رودخانه بهمدی» (جاسک)، یک رود فصلی به طول ۳۰ کیلومتر و مسیر کلی جنوبی است که از ۴۰ کیلومتری شمال شهرستان ( جاسک) سرچشمه می‌گیرد و رودخانه زیانی به آن می‌ریزد و از روستای بهمدی می‌گذرد. از مناطق زیبا و گردشگری شهرستان جاسک به شمار می‌آید.